# Santa Rosa, Santa María Chilchotla
Santa Rosa är en ort i Mexiko.   Den ligger i kommunen Santa María Chilchotla och delstaten Oaxaca, i den sydöstra delen av landet, 280 km sydost om huvudstaden Mexico City. Santa Rosa ligger 1 519 meter över havet och antalet invånare är 306.
Terrängen runt Santa Rosa är bergig åt nordväst, men åt sydost är den kuperad. Runt Santa Rosa är det ganska tätbefolkat, med 139 invånare per kvadratkilometer. Närmaste större samhälle är Huautla de Jiménez, 13,7 km söder om Santa Rosa. I omgivningarna runt Santa Rosa växer i huvudsak städsegrön lövskog.